# Harold Sylvester
Harold Sylvester (New Orleans, 10 febbraio 1949) è un attore statunitense.
Apparso in molte fiction statunitensi, il ruolo che gli regala popolarità è l'interpretazione di Perryman in Ufficiale e gentiluomo (1982) di Taylor Hackford.

## Filmografia parziale
- La zingara di Alex (Alex & the Gypsy), regia di John Korty (1976)
- Fast Break, regia di Jack Smight (1979)
- I ragazzi del Max's Bar (Inside Moves), regia di Richard Donner (1980)
- F.B.I. oggi (Today's F.B.I.) - serie TV, 17 episodi (1981-1982)
- Ufficiale e gentiluomo (An Officer and a Gentleman), regia di Taylor Hackford (1982)
- Fratelli nella notte (Uncommon Valor), regia di Ted Kotcheff (1983)
- Crazy for You - Pazzo per te (Vision Quest), regia di Harold Becker (1985)
- Salto nel buio (Innerspace), regia di Joe Dante (1987)
- Hit List - Il primo della lista (Hit List), regia di William Lustig (1989)
- Una moglie per papà (Corrina, Corrina), regia di Jessie Nelson (1994)
- Un canestro per due (The 6th Man), regia di Randall Miller (1997)
- Night Club, regia di Sam Borowski (2011)

## Doppiatori italiani
- Luca Ward in Crazy for You - Pazzo per te, La signora in giallo (3x16)
- Alessandro Rossi in Salto nel buio
- Angelo Nicotra in Un canestro per due
- Wladimiro Grana in CSI: Miami (2x14)
- Toni Orlandi in CSI: Miami (8x01)